# 何洛
何洛（1911年—1992年），笔名何鸣心，男，汉族，四川丰都人，中国文艺理论家，曾任中国人民大学中文系系主任、教授。